# Carlo Maria Pintacuda
Carlo Maria Pintacuda (ur. 18 września 1900 roku we Florencji, zm. 8 marca 1971 roku w Buenos Aires) – włoski kierowca wyścigowy.

## Kariera
W swojej karierze wyścigowej Pintacuda poświęcił się startom w wyścigach Grand Prix i w wyścigach samochodów sportowych. W latach 1935, 1937 odniósł zwycięstwa we włoskim wyścigu Mille Miglia. Wygrał także Coppa Ciano i Grand Prix São Paulo w 1936 roku. W Grand Prix Rio de Janeiro dwukrotnie był najlepszy (w latach 1937–1938). W latach 1936–1937 Włoch był klasyfikowany w Mistrzostwach Europy AIACR. W pierwszym sezonie startów z dorobkiem 28 punktów uplasował się na osiemnastej pozycji w klasyfikacji generalnej. Rok później w samochodzie Ferrari uzbierał łącznie 36 punktów. Dało mu to dwudzieste miejsce w końcowej klasyfikacji kierowców.
W wyścigach samochodów sportowych jego największym sukcesem jest zwycięstwo w 1938 roku w 24-godzinnym wyścigu Spa.